# Masa directa

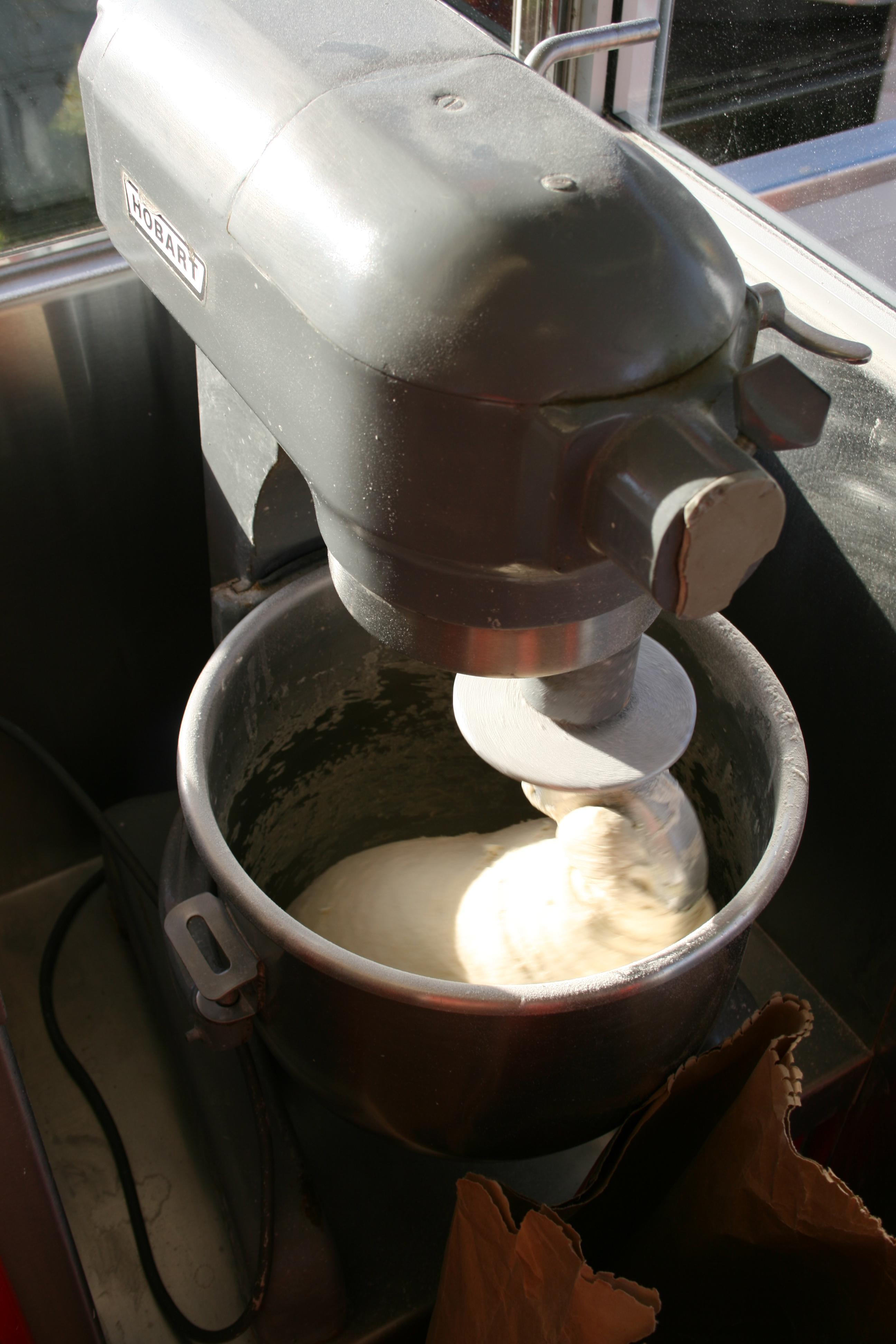
Masa siendo elaborada en un mezclador planeario comercial.

La masa directa es un proceso de una sola mezcla para hacer pan, en oposición a la masa indirecta que se hace «prefermentando» una porción de masa para lograr un sabor y aroma más profundos. La masa directa se hace a partir de todos los ingredientes frescos, y todos se colocan juntos y se  combinan en una sesión de amasado o mezcla. Después, tiene lugar el descanso de la fermentación masiva, de 1 hora o más, antes de la división o porcionado.

## Fórmula
Una fórmula de la masa directa tiene un aspecto similar a este:
| Porcentaje de panadero | Porcentaje de panadero |
| ingrediente            | %                      |
| ---------------------- | ---------------------- |
| harina                 | 100%                   |
| agua                   | 60%                    |
| azúcar                 | 4%                     |
| grasa                  | 4%                     |
| levadura[note 1]       | 1%-5%                  |
| sal                    | 2%                     |

## Proceso

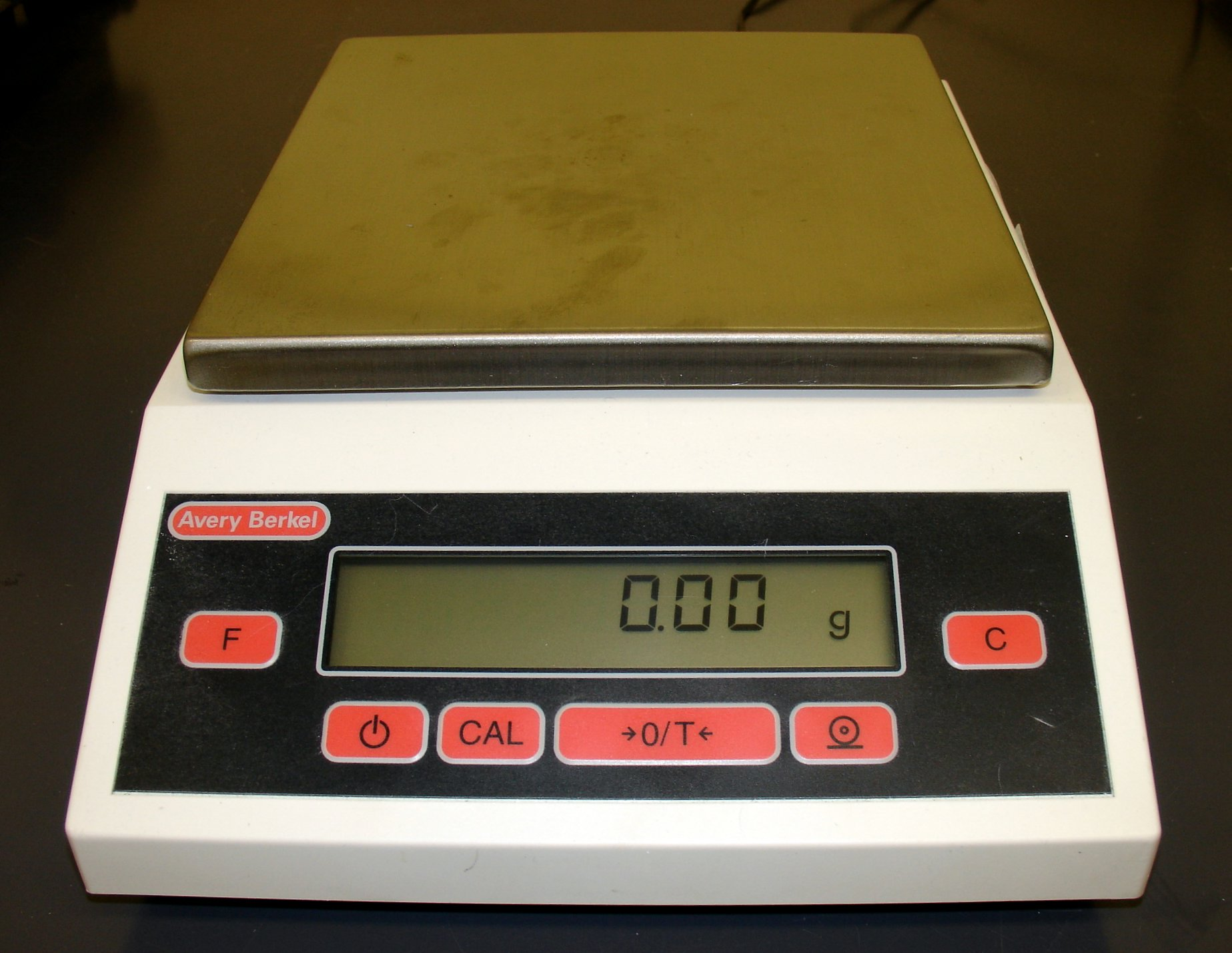
Peso digital.

En general, los pasos del proceso para crear masa directa son los siguientes:
- Mise en place
- Medida y pesado de los ingredientes, también denominado escalado.
- Mezclado.
- Fermentación masiva o primaria (24-27 °C), también denominada fermentación de desarrollo.
  - Estiramiento y doblado o desgaseo
- Composición o estructura.
  - División o porcionado.
  - Preformado o redondeado
  - Banco o levantamiento intermedio
  - Formado
- Levantamiento o subida
- Horneado.
- Rayado (también denominado greñado, incisión o estriación).
- Enfriado y conservación.